# 刘君 (1957年)
刘君（1957年3月—），男，湖南衡南人，中华人民共和国政治人物，曾任广西壮族自治区政协副主席。

## 生平
1957年3月，刘君出生在湖南省衡南县。1976年5月加入中国共产党。1975年3月至1978年2月在衡南县插队成一名知青。1978年2月，刘君考入中南林学院（今中南林业科技大学）森工系木材机械加工专业，1982年1月毕业后分配至中华人民共和国林业部工作。
1998年11月，刘君下调到广西壮族自治区梧州市出任副市长，次年9月转任玉林市委常委、组织部部长。2000年7月，刘君出任北海市委副书记、副市长、代市长，同年9月正式出任市长。2004年6月，刘君出任广西壮族自治区工商行政管理局局长、党组书记。2008年8月至2013年1月，任中共桂林市委书记。2013年2月任广西壮族自治区政协副主席。2018年1月退休。

### 落马
2018年2月，经中共中央批准，中共中央纪委对刘君严重违纪问题进行了立案审查。依据《中国共产党纪律处分条例》等有关规定，经中央纪委常委会会议研究并报中共中央批准，决定给予刘君开除党籍、行政撤职处分，降为副处级非领导职务；收缴其违纪所得。